# شو ناروکا
شو ناروکا (انگلیسی: Sho Naruoka؛ زادهٔ ۳۱ مهٔ ۱۹۸۴) بازیکن فوتبال اهل ژاپن است.
از باشگاه‌هایی که در آن بازی کرده‌است می‌توان به باشگاه فوتبال آلبیرکس نیگاتا، باشگاه فوتبال جوبیلو ایواتا، و باشگاه فوتبال آویسپا فوکوئوکا اشاره کرد.
وی همچنین در تیم‌های ملی فوتبال زیر ۱۷ سال ژاپن، زیر ۲۰ سال ژاپن، و زیر ۲۳ سال ژاپن بازی کرده‌است.